# Cho Jin-ho
Cho Jin-ho (kor. 조진호; ur. 2 sierpnia 1973 w Daegu, zm. 10 października 2017 w Pusan) – południowokoreański piłkarz występujący na pozycji pomocnika.

## Kariera klubowa
Cho karierę rozpoczynał w 1992 roku w drużynie z Hanyang University. 1994 roku trafił do klubu POSCO Atoms. W 1995 roku zmienił on nazwę na Pohang Atoms. W 1995 roku wywalczył z nim wicemistrzostwo Korei Południowej, a w 1996 roku zdobył z zespołem Puchar Ligi Południowokoreańskiej. W 1997 roku odszedł do Sangmoo Army, drużyny południowokoreańskiej armii.
W 1999 roku Cho powrócił do Pohang Atoms, który wówczas nosił już nazwę Pohang Steelers. W 2000 roku przeniósł się do Bucheon SK. W tym samym roku wywalczył z nim wicemistrzostwo Korei Południowej, a także zdobył Puchar Korei Południowej. W 2001 roku został graczem ekipy Seongnam Ilhwa Chunma, z którym w 2001 oraz w 2002 zdobył mistrzostwo Korei Południowej. W 2002 roku wygrał z nim także Superpuchar Korei Południowej. W tym samym roku zakończył karierę.

## Kariera reprezentacyjna
W 1992 roku Cho uczestniczył w Letnich Igrzyskach Olimpijskich. W reprezentacji Korei Południowej zadebiutował w 1994 roku. W tym samym roku został powołany do kadry na Mistrzostwa Świata. Zagrał na nich w meczu z Niemcami (2:3). Z tamtego turnieju Korea Południowa odpadła po fazie grupowej. W drużynie narodowej Cho rozegrał w sumie 12 spotkań i zdobył 2 bramek, wszystkie w 1994 roku.